# Pererisl
Pererisl (ukrainisch Перерісль; russisch Переросль Pererosl, polnisch Przerośl) ist ein Dorf in der ukrainischen Oblast Iwano-Frankiwsk in der Westukraine mit etwa 2400 Einwohnern.
Die Ortschaft liegt im Süden der historischen Landschaft Galizien am Fluss Strymba (Стримба), etwa 9 Kilometer nordöstlich vom Rajonzentrum Nadwirna und 25 Kilometer südwestlich vom Oblastzentrum Iwano-Frankiwsk entfernt.
Der Ort wurde 1485 zum ersten Mal schriftlich erwähnt, lag zunächst in der Adelsrepublik Polen-Litauen, Woiwodschaft Ruthenien und kam 1772 als Berericz, später Przerośl zum damaligen österreichischen Kronland Galizien (bis 1918 dann im Bezirk Nadwórna).
Nach dem Ende des Ersten Weltkrieges kam er zu Polen, war hier ab 1921 als Przerośl in die Woiwodschaft Stanislau, Powiat Nadwórna, Gmina Przerośl eingegliedert und wurde im Zweiten Weltkrieg erst von der Sowjetunion und ab 1941 bis 1944 von Deutschland besetzt und dem Distrikt Galizien angeschlossen. Nach der Rückeroberung durch sowjetische Truppen 1944 kam er 1945 wiederum zur Sowjetunion und wurde in die Ukrainische SSR eingegliedert, seit 1991 ist der Ort Teil der heutigen Ukraine.

## Verwaltungsgliederung
Am 26. Juli 2017 wurde das Dorf zum Zentrum der neu gegründeten Landgemeinde Pererisl (Переріслянська сільська громада/Pererisljanska silska hromada), zu dieser zählten auch die 3 in der untenstehenden Tabelle aufgelisteten Dörfer, bis dahin bildete es die Landratsgemeinde Pererisl (Переріслянська сільська рада/Pererisljanska silska rada) im Norden des Rajons Nadwirna.
Am 12. Juni 2020 kam noch das Dorf Zuzyliw zum Gemeindegebiet.
Folgende Orte sind neben dem Hauptort Pererisl Teil der Gemeinde:
| Name                     | Name       | Name                    | Name       | Name |
| ukrainisch transkribiert | ukrainisch | russisch                | polnisch   |      |
| ------------------------ | ---------- | ----------------------- | ---------- | ---- |
| Fytkiw                   | Фитьків    | Фитьков (Fitkow)        | Fitków     |      |
| Hawryliwka               | Гаврилівка | Гавриловка (Gawrilowka) | Hawryłówka |      |
| Wolossiw                 | Волосів    | Волосов (Wolossow)      | Wołosów    |      |
| Zuzyliw                  | Цуцилів    | Цуцилов (Zuzilow)       | Cucyłów    |      |